# Класифікація природних будівельних матеріалів
Класифікація природних будівельних матеріалів
Сировиною для одержання природних кам'яних матеріалів, а також в'язких речовин служать гірські породи. Нерудні будівельні матеріали одержують зі скельних і пухких порід. До власне нерудних будівельних матеріалів відносять природні неорганічні зернисті сипучі будівельні матеріали з середньою густиною понад 2000 кг/м3, які одержують без зміни хімічного складу і фазового стану вихідної сировини.
- Скельні гірські породи залежно від умов утворення поділяються на вивержені, осадові й метаморфічні, до пухких порід належать гравійні, гравійно-піщані й піщані.
  - До вивержених гірських порід, найчастіше застосовуваних у будівництві, належать граніт, діорит, сієніт, габро, діабаз, андезит, базальт. Для них характерні висока міцність і щільність, густина, морозостійкість, трудність обробки, здатність поліруватися, гарний зовнішній вигляд, розмаїтість розцвічення. Тому вони широко використовуються для облицювання, зведення монументальних споруд і архітектурних деталей.

Граніт — найбільше розповсюджена вивержена порода, що характеризується великою міцністю і вогнетривкістю, використовується у вигляді бутового каменю, брущатки, щебеню.
Діорит — характеризується підвищеною в'язкістю й опором до вивітрювання, застосовується для виробництва щебеню гравію, брущатки, будівельних деталей.
Сієніт м'якше граніту, але більш в'язкий, широко застосовується для виробництва щебеню.
Габро — дуже міцна гірська порода, використовується як щебінь у спеціальних залізобетонах.
Діабаз відрізняється високою в'язкістю і великим опором до стирання, з нього виробляють дуже міцний щебінь; виготовляють будівельні плити, брущатку; діабаз добре полірується.
Андезит — дуже міцна гірська порода, щебінь з неї використовують в спеціальних бетонах
Базальт має високу твердість і міцність, застосовується для виробництва дуже міцного щебеню.
- - До вивержених також належать різні вулканічні породи: попіл, пемзи, туфи, лави. Для них характерні невелика міцність і щільність, густина, висока пористість. Вони застосовуються при зведенні стін, як заповнювачі легких і теплих бетонів та активних добавок при виробництві в'язких речовин.

- - До осадових гірських порід, застосовуваних у будівництві, належать пісковик, вапняк, гіпс, доломіт.

Пісковик застосовують для кладки стін неопалюваних будинків, фундаментів, підпірних стін, сходинок, тротуарів, облицювання будинків, у вигляді буту і щебеню при будівництві доріг, як баласт для залізничних колій.
Вапняк використовується для виробництва в'язких речовин, облицювального і будівельного матеріалу, як бутовий камінь.
Гіпс є сировиною для виробництва повітряного в'яжучого, будівельного гіпсу, а також застосовується як облицювальний матеріал для обробки під мармур.
Доломіт використовується для виробництва щебеню, облицювальних плит, вогнетривів і в'язких речовин.
З осадових порід у будівництві також використовуються трепели, діатоміти, крейда.
- - До метаморфічних гірських порід, застосовуваних у будівництві, відносять гнейси, глинисті сланці, мармур, кварцити.

Гнейси використовуються переважно як матеріал для облицювальних плит, у вигляді бутового каменю для кладки стін і фундаментів неопалюваних будинків.
Глинисті сланці легко розколюються на плитки. Добре протистоять атмосферним впливам, що дозволяє використовувати їх як місцевий покрівельний матеріал.
Мармур застосовується головним чином для облицювання внутрішніх поверхонь будинків, тому що він має слабку хімічну стійкість при впливі сірчистих газів і вологи повітря.
Кварцити використовуються головним чином у вигляді щебеню, буту, баласту, заповнювачів бетонів.
Будівельні гірські породи характеризуються петрографічним складом і фізико-механічними властивостями. Фізико-механічні властивості гірських порід суттєво визначають можливість використання їх як нерудної сировини для виробництва щебеню, гравію, піску і їх суміші, а також безпосередньо у вигляді незбагаченої маси в будівництві.